# Raleigh (Mississippi)
Raleigh è una città (town) degli Stati Uniti d'America, capoluogo della contea di Smith, nello Stato del Mississippi.